# Diocese de Corumbá
A Diocese de Santa Cruz de Corumbá ou apenas Diocese de Corumbá (em latim: Dioecesis Corumbensis) é uma circunscrição eclesiástica da Igreja Católica situada em Corumbá, no estado brasileiro de Mato Grosso do Sul. Foi erguida pelo Papa São Pio X em 5 de abril de 1910, através da Bula Papal Novas Constituere, seguindo o rito romano.
Inicialmente com jurisdição eclesiástica sobre metade do então estado de Mato Grosso (o que inclui todo o território do atual estado de Mato Grosso do Sul), atualmente a diocese abrange somente o território do município de Corumbá, que está dividido em seis igrejas em Corumbá e uma em Ladário. Anteriormente vinculada ao sufragânea da Arquidiocese de Cuiabá, a diocese está hoje na dependência imediata da Arquidiocese de Campo Grande (unidade arquidiocesana desmembrada de Corumbá). 
Apoiada pelas comunidades religiosas presentes em Corumbá, a diocese possui uma vasta rede de serviços de assistência social e de educação. A Diocese de Corumbá tem Nossa Senhora da Candelária como santo padroeiro.

## Território
A Diocese compreende os municípios de Corumbá e de Ladário - praticamente toda a região do Pantanal de Mato Grosso do Sul, no Brasil - e o seu território é subdividido em 9 paróquias e uma forania:

### Forania de Corumbá
Corumbá
- Catedral Nossa Senhora da Candelária
- «Nossa Senhora Auxiliadora»
- Nossa Senhora de Fátima
- São João Bosco
- São José Operário
- Sagrado Coração de Jesus
- São Bartolomeu
- Imaculada Conceição (Distrito de Albuquerque)

Ladário
- Nossa Senhora dos Remédios

## Estatística
A diocese termina o ano de 2006 com uma população de 105.300 e contava com 87.100 católicos, ou 82.7% do total.

## História
A história da Diocese de Corumbá tem início conturbado com a construção, em 1885, da Igreja Matriz Nossa Senhora da Candelária (nessa época a cidade pertencia à Diocese de Cuiabá), sendo a causa de uma grande polêmica na época. Julgando-se um herói da Guerra do Paraguai (o que nunca foi comprovado), ao sobreviver das torturas e das perseguições impostas pelos paraguaios, o pregador imperial e vigário da vara, Frei Mariano de Bagnaia, mandou erguer a igreja em sua homenagem. O bispado não concordou e o frei teria jogado uma praga na cidade. Diz a lenda que Corumbá não se desenvolveria enquanto não fossem descobertas as sandálias de Mariano, enterradas em local desconhecido. Coincidência ou não, a cidade sofre uma estagnação econômica desde o fim do comércio fluvial. A Igreja foi inaugurada em 1887, com solenidade do ritual romano (atualmente um Brasão da Coroa Portuguesa se destaca em seu altar).

### Diocese
A fundação oficial da Diocese de Corumbá ocorreu 23 anos depois, em 5 de abril de 1910, sendo desmembrada integralmente da Arquidiocese de Cuiabá, por meio da Bula Papal Novas Constituere. Na época, a diocese abrangia a área que hoje corresponde ao Estado de Mato Grosso do Sul e parte de Mato Grosso. Inicialmente, era formada por cinco paróquias: Santa Cruz - hoje Nossa Senhora da Candelária (Corumbá), São José de Herculanea (Coxim), Nossa Senhora do Carmo (Miranda), Santa Rita (Nioaque) e Santa Ana (Paranaíba).
Em 1929 foi desmembrada a região de Diamantino para a fundação da Prelazia de Diamantino. Em 1940 originou parte do território da Prelazia de Rondonópolis. 50 anos depois, em 1957, deu origem às dioceses de Dourados e Campo Grande e 25 anos depois, em 31 janeiro de 1981, deu origem a Diocese de Jardim.

### Situação atual
Desde os anos 1980, a Diocese de Corumbá experimenta uma diminuição preocupante no número de católicos e de sacerdotes diocesanos. Esta situação de declínio e de uma possível crise é considerada irônica visto que Corumbá foi um dos contribuintes fulcrais para a disseminação e crescimento do Catolicismo no Brasil.

## Bispos
|                          | Nome                                     | Período     | Notas                                           |
| Bispos                   | Bispos                                   | Bispos      | Bispos                                          |
| ------------------------ | ---------------------------------------- | ----------- | ----------------------------------------------- |
| 15º                      | João Batista de Oliveira, S.V.D.         | 2024-       | Atual                                           |
| 14°                      | João Aparecido Bergamasco, S.A.C.        | 2018 - 2023 | Nomeado Bispo de Primavera do Leste-Paranatinga |
| 13º                      | Segismundo Martínez Álvarez, S.D.B.      | 2004 - 2018 |                                                 |
| 12º                      | Mílton Antônio dos Santos, S.D.B.        | 2000 - 2003 | Nomeado Arcebispo coadjutor de Cuiabá           |
| 11º                      | José Alves da Costa, D.C.                | 1991 - 1999 |                                                 |
| 10º                      | Pedro Fré, C.Ss.R.                       | 1985 - 1989 | Nomeado Bispo de Barretos                       |
| 9º                       | Vitório Pavanello, S.D.B.                | 1981 - 1984 | Nomeado Arcebispo coadjutor de Campo Grande     |
| 8º                       | Onofre Cândido Rosa, S.D.B.              | 1978 - 1981 | Nomeado Bispo de Jardim                         |
| 7º                       | Ladislau Paz, S.D.B.                     | 1957 - 1978 |                                                 |
| 6º                       | Orlando Chaves, S.D.B.                   | 1948 - 1956 | Nomeado Arcebispo de Cuiabá                     |
| 5º                       | Vicente Maria Bartolomeu Priante, S.D.B. | 1933 - 1944 |                                                 |
| 4º                       | Antônio de Almeida Lustosa, S.D.B.       | 1928 - 1931 | Nomeado Arcebispo de Belém do Pará              |
| 3º                       | José Maurício da Rocha                   | 1919 - 1927 | Nomeado Bispo de Bragança Paulista              |
| 2º                       | Helvécio Gomes de Oliveira, S.D.B.       | 1918        | Nomeado Bispo de São Luís do Maranhão           |
| 1º                       | Cirilo de Paula Freitas                  | 1911 - 1918 |                                                 |
| Bispo-coadjutor          |                                          |             |                                                 |
|                          | Onofre Cândido Rosa, S.D.B.              | 1977 - 1978 |                                                 |
| Bispo-auxiliar           |                                          |             |                                                 |
|                          | Ladislau Paz, S.D.B.                     | 1955 - 1957 | Elevado a Bispo                                 |
| Administrador apostólico |                                          |             |                                                 |
|                          | Francisco Biasin                         | 2023-2025   | Bispo emérito de Barra do Piraí-Volta Redonda   |

## Procissões
Anualmente, a Diocese organiza 3 grandes e tradicionais procissões anuais:
- a Festa de Nossa Senhora da Candelária, Em fevereiro, comemora-se em Corumbá, a Festa de Nossa Senhora da Candelária, padroeira da cidade. Nesse dia é feriado municipal. É realizada uma novena 9 dias antes da data, no dia acontece a quermesse e em seguida a grandiosa procissão.
- a Festa do Banho de São João, Arraial do Banho de São João é realizado durante quatro dias na cidade. O ponto alto acontece no início da noite de 23 para 24 de junho, com o tradicional Banho de São João. Festa de origem portuguesa seu ponto auto é a lavagem do santo, que desce a ladeira Cunha e Cruz em procissão, acompanhado de fogos de artifício e lanterninhas de papel ou velas acesas nas mãos, ao som de cantos típicos.
- a Festa de Santo Antônio, Sua data, por coincidência, é dia 13 de Junho, dia da Retomada de Corumbá. a maior parte da população participa da missa e da procissão. Destaca-se o Baile de Gala, segundo tradição, símbolo do amor, com vistas ao bom casamento.
- a Festa de Nossa Senhora de Auxiliadora, Festa todo dia 24 de maio, mês de Maria, com quermesse. Após a quermesse segue a procissão pelas ruas da cidade de Corumbá
- a Nossa Senhora do Carmo, Festa em homenagem a Nossa Senhora do Carmo que ocorre em Forte Coimbra em julho.
- a Festa de Nossa Senhora dos Remédios, Em outubro, comemora-se em Ladário a Festa de Nossa Senhora dos Remédios, padroeira da cidade. Nesse dia é feriado municipal.

Estas procissões são as mais importantes expressões públicas de piedade popular local, sendo participadas por várias centenas de católicos devotos. Alguns destes católicos vivem fora de Corumbá e visitam esta cidade especialmente para participarem nestas procissões, nomeadamente a do Banho de São João, e conhecerem a religiosidade católica local, espelhada quer nas procissões, quer nas igrejas de Corumbá